# 特雷迪亚
特雷迪亚（法語：Trédias，法語發音：[tʁedja] ⓘ）是法国阿摩尔滨海省的一个市镇，位于该省东部，属于圣布里厄区。

## 地理
特雷迪亚（48°21'28"N, 2°14'13"W）面积11.01 平方千米，位于法国布列塔尼大區阿摩尔滨海省，该省份为法国西北部沿海省份，位于布列塔尼半岛北部，北濒大西洋英吉利海峡，西接菲尼斯泰尔省，南至莫尔比昂省，东临伊勒-维莱讷省。
与特雷迪亚接壤的市镇（或旧市镇、城区）包括：梅格里、布龙、朗盖迪亚、特雷默尔、伊维尼亚克拉图尔。

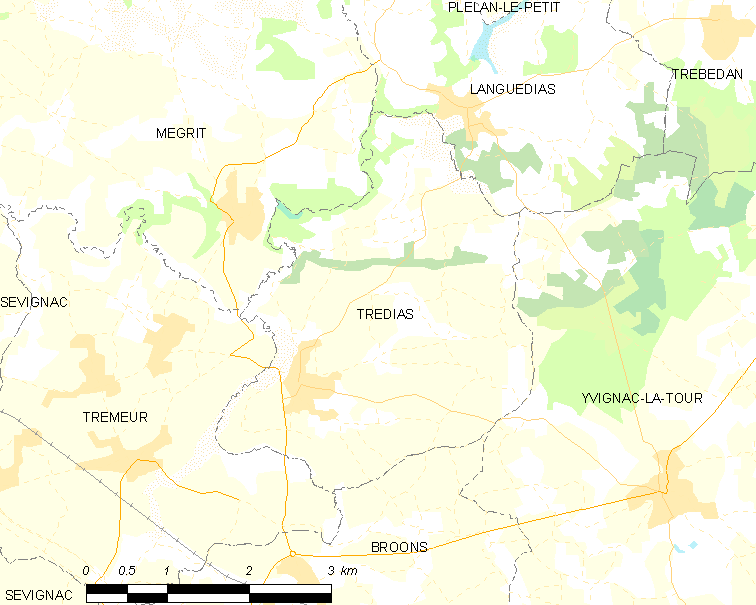
特雷迪亚的OSM定位图

特雷迪亚的时区为UTC+01:00、UTC+02:00（夏令时）。

## 行政
特雷迪亚的邮政编码为22250，INSEE市镇编码为22348。

## 政治
特雷迪亚所属的省级选区为布龙县。

## 人口

1962-2008年间特雷迪亚人口变化图示

特雷迪亚于2022年1月1日时的人口数量为504人。